# Theodred (évêque de Londres)
Pour les articles homonymes, voir Theodred.
Theodred est un prélat anglo-saxon de la première moitié du Xe siècle. Il devient évêque de Londres à une date inconnue entre 909 et 926 et le reste jusqu'à une date inconnue entre 951 et 953.

## Biographie
Il ne subsiste presque aucune charte datant d'entre 909 et 926, ce qui rend impossible de dater précisément les épiscopats des évêques Æthelweard et Leofstan, ainsi que le début de celui de Theodred. Son absence sur une charte de 925 pourrait indiquer qu'il est devenu évêque durant la toute dernière année de cette fourchette, entre 925 et 926, date à laquelle il commence à apparaître sur les chartes. Guillaume de Malmesbury affirme qu'il accompagne le roi Æthelstan à la bataille de Brunanburh, en 937.
Sous Theodred, le siège de Londres gagne en prestige : il apparaît au sommet des listes de témoins aux côtés de l'évêque de Winchester Ælfheah le Chauve. Sa fortune personnelle est considérable, à en juger par son testament (S 1526), qui mentionne des propriétés terriennes situées principalement dans le Suffolk, mais aussi dans le Norfolk, le Cambridgeshire et l'Essex. Tous les religieux mentionnés dans ce testament portent des noms allemands, comme l'est celui de Theodred lui-même, ce qui suggère qu'il préfère s'entourer de ses compatriotes plutôt que de clercs anglo-saxons.
Theodred cesse d'apparaître sur les chartes en 951, et son successeur Byrhthelm commence à y figurer en 953, ce qui implique que Theodred est mort avant cette date. Earconwald et lui sont les deux seuls évêques de Londres dont le souvenir perdure après la conquête normande de l'Angleterre.